# Собченко Артем Юрійович
Арте́м Ю́рійович Со́бченко (1992—2023) — молодший сержант Збройних сил України, учасник російсько-української війни, що відзначився у ході російського вторгнення в Україну. Герой України (2024, посмертно).

## Життєпис
Народився 17 лютого 1992 року в с. Дмитрівка на Миколаївщині. У шкільні роки двічі брав участь у першості України з військово-спортивного семиборства, мав перемогу в командному кросі. Отримав 1-ий розряд у військо-спортивних багатоборствах.
Після закінчення школи здобував фах електромонтера в одному з миколаївських ліцеїв. Після його завершення пройшов строкову службу в  лавах Збройних сил України; демобілізувався у званні молодшого сержанта.
У 2014 році добровільно став на захист України, брав участь в АТО на сході України. Брав участь у боях біля Водяного та Маріуполя. Після демобілізації уклав контракт із ЗСУ та знову повернувся на схід країни.
З перших днів російського вторгнення в Україну добровільно став на захист країни у складі 77 ОАеМБр, воював під Херсоном та Маріуполем. Згодом закінчив курси й став бойовим медиком, рятував поранених бійців під Мар'їнкою, Бахмутом. Під Соледаром в одному з важких боїв йому вдалося витягти з-під завалів 15 поранених побратимів, а сам із пораненнями потрапив до госпіталю.
Загинув 1 березня 2023 року біля м. Бахмут на Донеччині в результаті ворожого артилерійського обстрілу.
Похований у с. Єлизаветівка Миколаївського району Миколаївської області.
Залишилися батьки, брат, син і рідні.

## Нагороди
- Звання Герой України з удостоєнням ордена «Золота Зірка» (15 липня 2024, посмертно) — за особисту мужність і героїзм, виявлені у захисті державного суверенітету та територіальної цілісності України, самовіддане служіння Українському народові[3].
- Орден «За мужність» III ступеня (28 вересня 2023, посмертно) — за особисту мужність, виявлену у захисті державного суверенітету та територіальної цілісності України, самовіддане виконання військового обов’язку[4].